# S (lettre)
Pour les articles homonymes, voir S.
Ne doit pas être confondu avec la lettre cyrillique dzé ‹ Ѕ ѕ ›, ni avec la lettre cyrillique dzwé ‹ Ꚃ ꚃ ›.
Cette page contient des caractères spéciaux ou non latins. S’ils s’affichent mal (▯, ?, etc.), consultez la page d’aide Unicode.
S est la 19e lettre et la 15e consonne de l'alphabet latin.

## Histoire

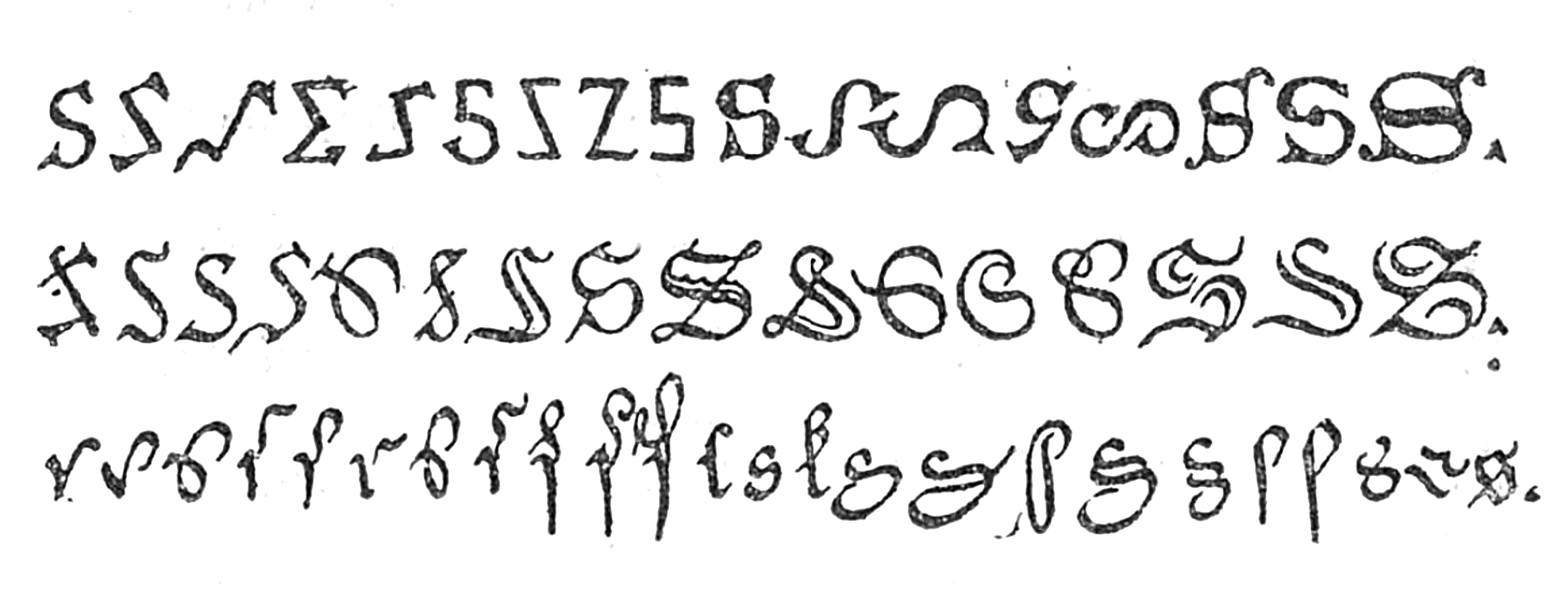
Formes majuscules et minuscules manuscrites de la lettre S dans le Dictionnaire des abréviations latines et française d’Alphonse Chassant.

|                                 |               |            |            |          |
| š proto-sémitique               | šin phénicien | sigma grec | S étrusque | S romain |
| Évolution probable du graphème. |               |            |            |          |

## Linguistique
- Historiquement, S était un nom féminin quand on prononçait cette lettre ès et masculin quand on la prononçait se[1]. Toutefois, ès est maintenant la prononciation la plus en usage et ce nom ainsi prononcé est devenu masculin. Il en est ainsi pour les lettres F, H, L, M, N, R, et S.

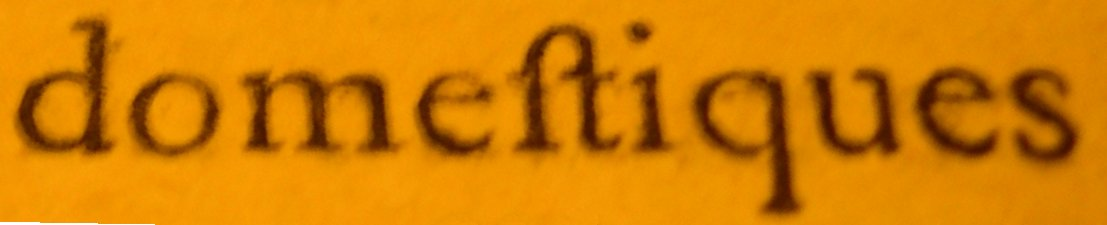
domestiques au XVIIIe siècle.

- Jusqu'au XIXe siècle, s se traçait différemment selon qu'elle était en fin de mot (s) ou non (ſ dit s long). On dit qu'elle avait une variante contextuelle. Par exemple, saucissons pouvait être écrit ſauciſſons (ou encore ſauciſsons voire ſaucißons, avec diverses ligatures dont ß).

### Prononciation en français
En français, la règle générale est que s se prononce [z] quand elle est située entre deux voyelles, et [s] dans tous les autres cas (début de mot, ou située entre une consonne et une voyelle — y est une voyelle en français. Elle se prononce rarement quand elle est située à la fin d'un mot, mais intervient dans les liaisons (elle se prononce dans ce cas [z]).
Cas particulier, pour un mot commençant par s (donc prononcé [s]), on continue à prononcer [s] quand on ajoute un préfixe, même si le s se retrouve alors entre deux voyelles. Exemples : antisocial, asexualité.
Il existe d'autres exceptions pour raisons étymologiques : dans transitif, le s se prononce [z]. Dans asymptote, il se prononce [s].

### Alphabet phonétique international
Dans l’alphabet phonétique international, la lettre s minuscule sert à représenter la consonne fricative alvéolaire sourde.
Avant 1989, la consonne affriquée alvéolaire sourde pouvait se noter [tˢ], avec un s minuscule en exposant. Ce son est aujourd’hui officiellement transcrit [t͡s].

## Codage

### Informatique
| Lettre                   | S                        | S                        | s                         | s                         |
| ------------------------ | ------------------------ | ------------------------ | ------------------------- | ------------------------- |
| Nom Unicode              | Lettre capitale latine S | Lettre capitale latine S | Lettre minuscule latine S | Lettre minuscule latine S |
| Encodage                 | décimal                  | hexadécimal              | décimal                   | hexadécimal               |
| ASCII, ISO 8859, Unicode | 83                       | 53                       | 115                       | 73                        |
| EBCDIC                   | 226                      | E2                       | 162                       | A2                        |

### Radio
- Épellation alphabet radio
  - international : Sierra
  - allemand : Samuel
- En alphabet morse, la lettre S vaut « ··· »
  - C'est à cause de cette simplicité que le signal de détresse standard se lit SOS

### Autres
| Signalisation | Signalisation | Langue des signes | Langue des signes | Écriture Braille |
| Pavillon      | Sémaphore     | française         | québécoise        | Écriture Braille |
| ------------- | ------------- | ----------------- | ----------------- | ---------------- |
|               |               |                   |                   |                  |

| Code Morse |
| ...        |